# Caiophora boliviana
Caiophora boliviana är en brännreveväxtart som beskrevs av Urban och Gilg. Caiophora boliviana ingår i släktet Caiophora och familjen brännreveväxter. Inga underarter finns listade i Catalogue of Life.

## Bildgalleri

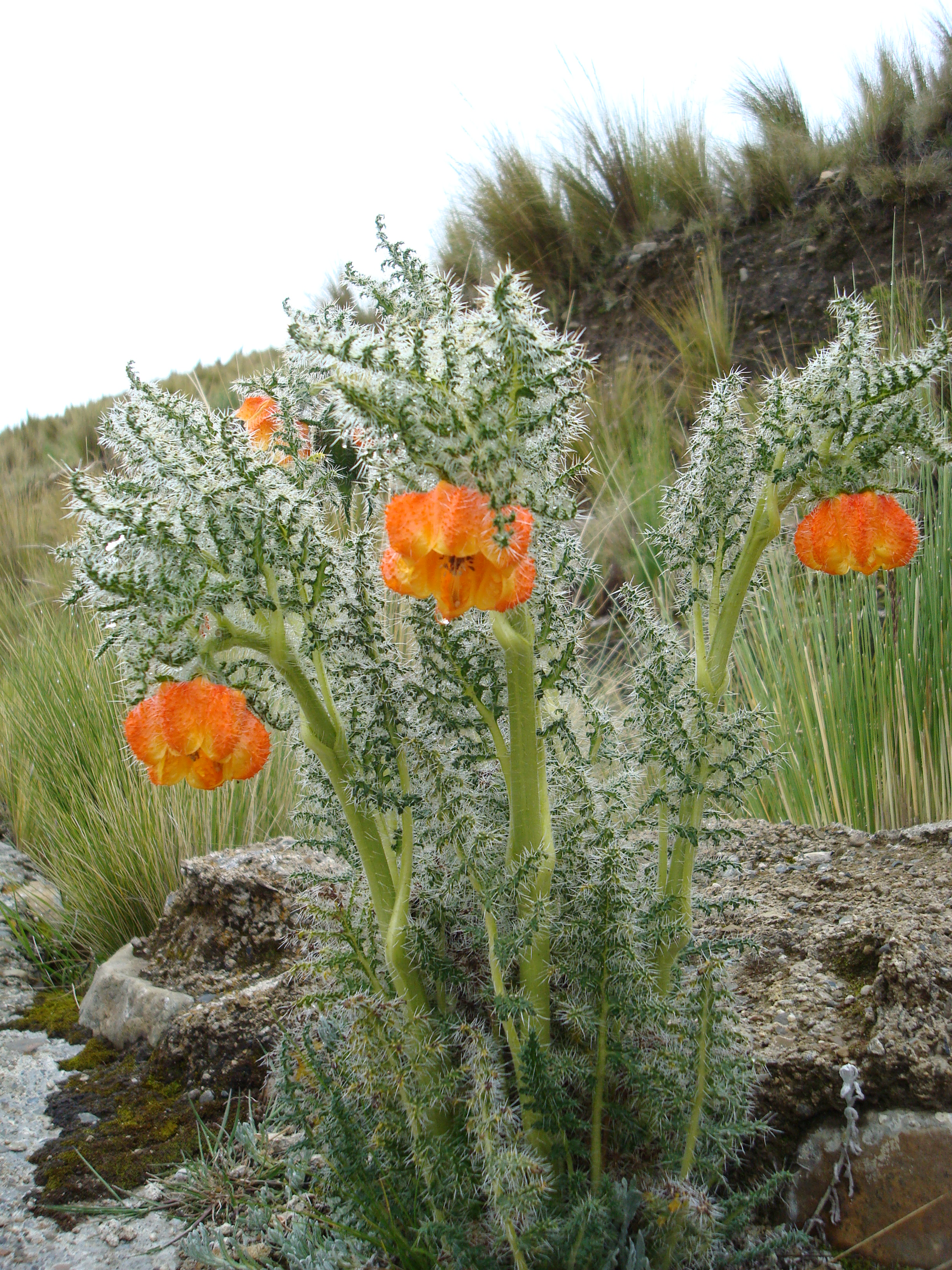